# Инквизиционный процесс Жанны д’Арк

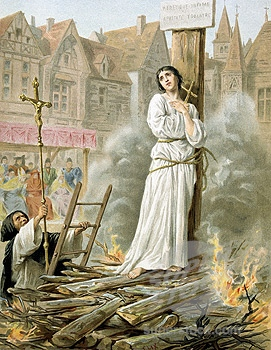
Сожжение Жанны д’Арк. Открытка XIX века

Инквизиционный процесс Жанны д’Арк проходил в Руане в январе-мае 1431 года под председательством Пьера Кошона, епископа Бове. Жанна была признана виновной по всем основным пунктам обвинения как вероотступница и еретичка, после чего сожжена на костре.
Итоги процесса были пересмотрены на реабилитационном процессе 1455—1456 годов, и в июле 1456 года постановлением папы Каликста III приговор признан юридически ничтожным.

## Предыстория процесса

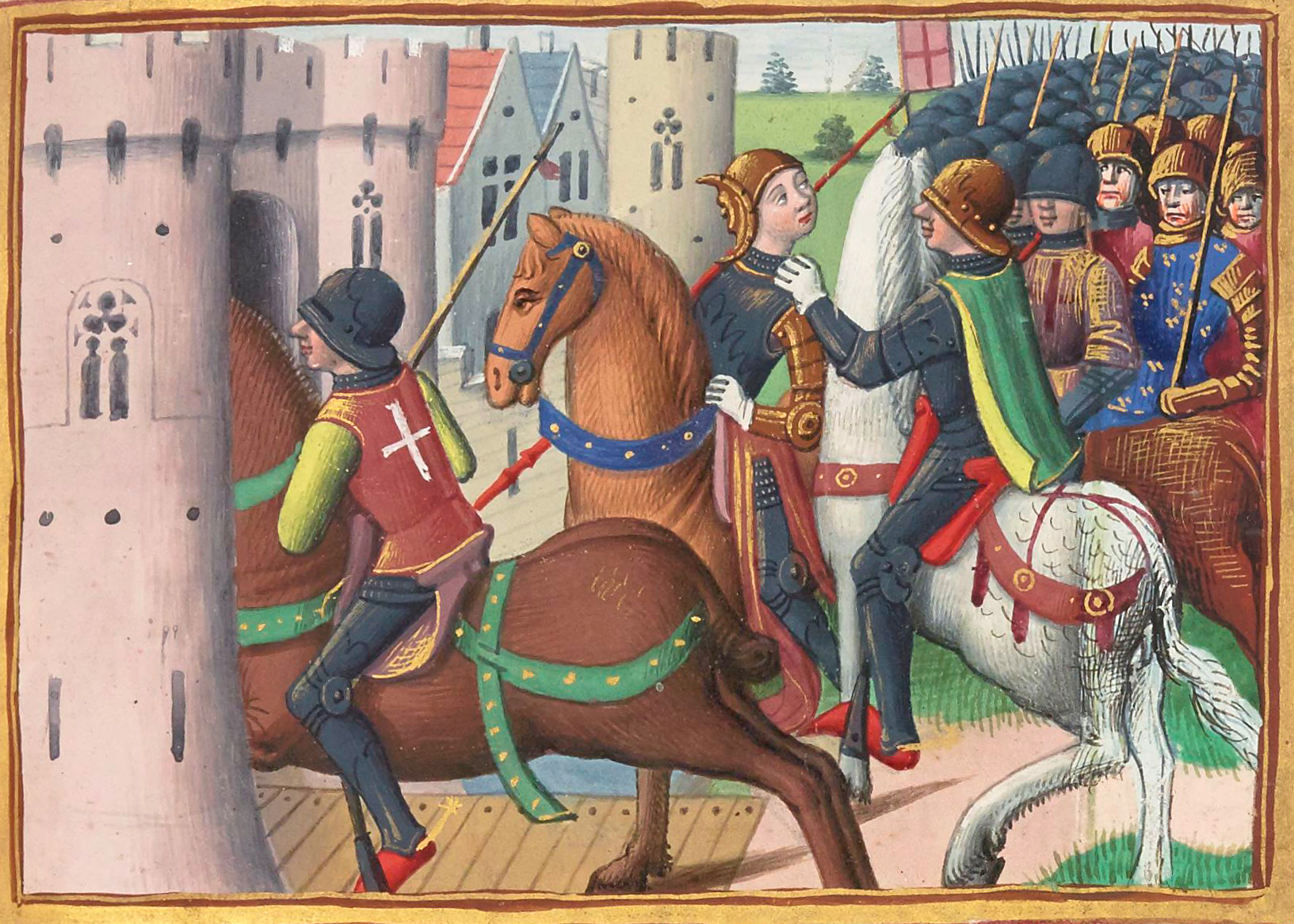
Жанну везут под конвоем. Миниатюра из «Вигилий короля Карла VI»

23 мая 1430 года в результате предательства Жанна д'Арк попала в плен к бургундцам. Её содержали в Больё-ле-Фонтен и Боревуаре (июль-ноябрь). Уже 26 мая главный викарий инквизитора по делам веры из Парижа написал герцогу Бургундскому, требуя передать Жанну церковному суду. Епископ Бове Пьер Кошон, на территории диоцеза которого была пленена Жанна, с августа 1429 года находился в Руане, место архиепископа которого было вакантно. 14 июля епископ обратился к герцогу Бургундскому, прося от лица короля Англии и Франции Генриха VI передать Жанну и обещая компенсацию в 10 000 франков.
23 декабря, после переговоров и достижения соглашения, Жанну привезли в Руан, где её поместили под стражу в башню tour de la Pucelle Руанского замка. Грамота от лица Генриха VI от 3 января 1431 года передавала её под юрисдикцию епископа Бове, который должен был провести процесс над ней.

## Судейский корпус

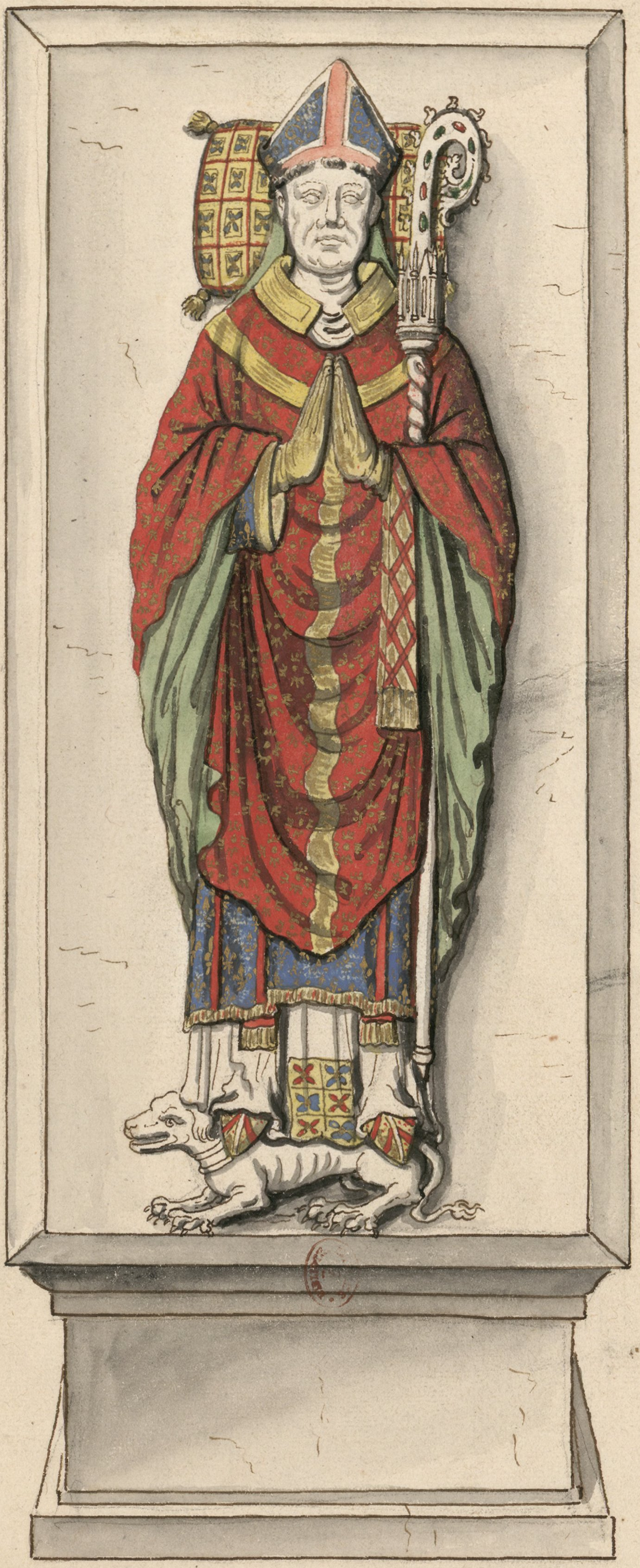
Надгробный камень Пьера Кошона. Капелла Св. Марии, Лизьё

- Пьер Кошон — магистр искусств, лиценциат канонического права. Один из самых выдающихся теологов Парижского университета, советник на службе Филиппа Доброго, герцога бургундского. Судья.
- Жан Леметр[фр.] — бакалавр теологии, приор доминиканского монастыря Сен-Жак в Руане, с 21 марта 1424 года — наместник инквизитора Франции в руанском диоцезе. Всеми силами пытался уклониться от участия в столь опасном процессе, ссылаясь на то, что Кошон ведёт его в качестве епископа бовесского и Жанна захвачена была на территории именно бовесского диоцеза. Вынужден был все же присутствовать на заседаниях в качестве судьи,  начиная с 13 марта по прямому приказу инквизитора Франции Жана Граверена, который возложил на подчинённого миссию, нежелательную для него самого. По окончании процесса бесследно исчез[3]. Номинальный судья.
- Жан Эстиве[фр.] (или Этиве), каноник Бове и Байё, близкий друг и соратник Кошона. Обратил на себя внимание разнузданным поведением и откровенной ненавистью к пленнице, за что получил выговор от графа Уорика. Вскоре после казни Жанны утонул в болоте. Прокурор-фискал на процессе.
- Жан де ла Фонтен — магистр искусств, лиценциат канонического права. За своё сочувствие к пленнице получил от Кошона резкий выговор, представлявший собой практически незавуалированную угрозу. Окончательно рассорившись с последним, перестал появляться на заседаниях после 27 марта. Пропал без вести. Советник по допросу свидетелей.
- Гильом Коль, прозванный Буагильом — священник церкви Нотр-Дам-ла-Ронд в Руане, позднее церкви Лакутюр-де-Берне в Лисье. Письмоводитель и нотариус инквизиции. Свидетельствовал на процессе реабилитации. Нотариус.
- Гильом Маншон — священник церкви Сент-Николя-ле-Пентер в Руане. Один из двух городских нотариусов Руана. Позднее также присутствовал на процессе реабилитации, где свидетельствовал против Кошона, раскрыв среди прочего интриги, которыми сопровождался процесс. Нотариус, переводчик материалов процесса на латинский язык.
- Жан Массьё — священник, синдик руанского диоцеза. Свидетельствовал во время процесса реабилитации. Судебный исполнитель[4].

## Предварительное следствие

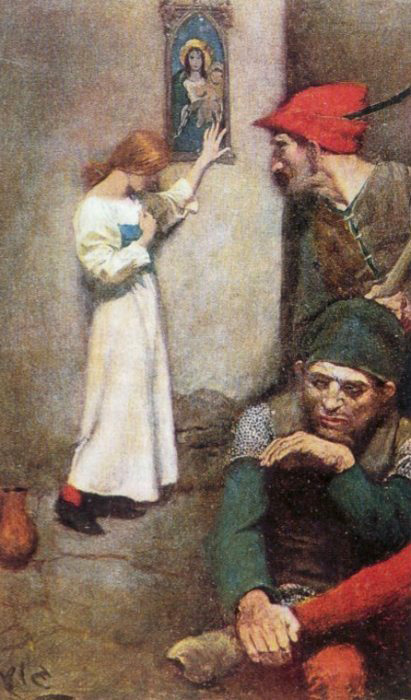
Говард Пайл. «Жанна д’Арк в тюрьме»

9 января начался процесс, в этот день опрашивали жителей Домреми и Вокулёра, 13 января оглашались собранные сведения.
13 февраля должностные лица были приведены к присяге. Представителем и советником для допроса свидетелей был назначен Жан де Ла Фонтэн, делопроизводителем — Жан д’Эстиве, судебным приставом — Жан Массьё, нотариусами — Гийом Буагийом и Гийом Маншон.

## Публичные заседания
На заседаниях в королевской часовне Руанского замка присутствовали 15 докторов священной теологии, 4 доктора канонического права, 1 доктор обоих прав, 7 бакалавров теологии, 11 лиценциатов канонического права, 4 лиценциата гражданского права. За участие в процессе они получали вознаграждение.
Приведённая на первый же публичный допрос, пленница отнюдь не теряла присутствия духа, и немедленно по выходе из тюрьмы, если верить отчёту судебного исполнителя Жанна Массьё, потребовала, чтобы в суде над ней «принимали участие как то богословы, держащие сторону короля французского,  так и держащие сторону короля английского», но по причинам вполне понятного характера суд не обратил на эту просьбу никакого внимания. Не была удовлетворена также и вторая просьба — позволить пленнице присутствовать на мессе, отклонённая протестом прокурора Эстиве. Впрочем, недопущение подсудимого к «божественным службам» отвечало обычаям того времени.
Когда от Жанны потребовали принести присягу, она заявила, что будет говорить правду, но никому не станет рассказывать о своих откровениях.
Согласно формальностям, положенным по закону того времени для расследования дел о вере, подсудимый должен был назвать своё имя, место рождения, возраст, перечислить имена родственников и т. д. Этому же было полностью посвящено первое заседание. Всего во время первого допроса (21 февраля) Жанна ответила на 9 вопросов, исполнив все формальности, причём подсудимой была немедленно поставлена ловушка — Кошон попросил её прилюдно прочесть Отче наш (если верить латинской версии протокола — также Ave Maria) — при том, что по инквизиционным правилам любая ошибка или даже случайная запинка во время чтения молитвы могла быть истолкована как признание в «ереси». Жанна с честью сумела выйти из положения, предложив Кошону сделать это во время исповеди — как духовное лицо, епископ не мог ей отказать, и в то же время по церковным же законам был бы вынужден хранить в тайне все услышанное им. Кошон продолжал настаивать, предложив ей прочесть молитву тайно в присутствии выделенных для этого «нескольких уважаемых людей, знающих галликанскую речь», но Жанна продолжала стоять на своём, требуя от этих посланцев выслушать молитву исключительно во время исповеди, выиграв таким образом первую дуэль.
Пленница затем попросила освободить её от ножных цепей, на что епископ ответил, что эта мера «вынуждена» и предложил ей в обмен дать клятву не покидать тюрьму, пригрозив, что в противном случае она будет признана виновной в ереси. Ответ Жанны, сохранённый латинской версией, звучал следующим образом:
В самом деле, я порывалась и порываюсь ныне бежать, как то пристало любому человеку, какового содержат в тюрьме как пленника.

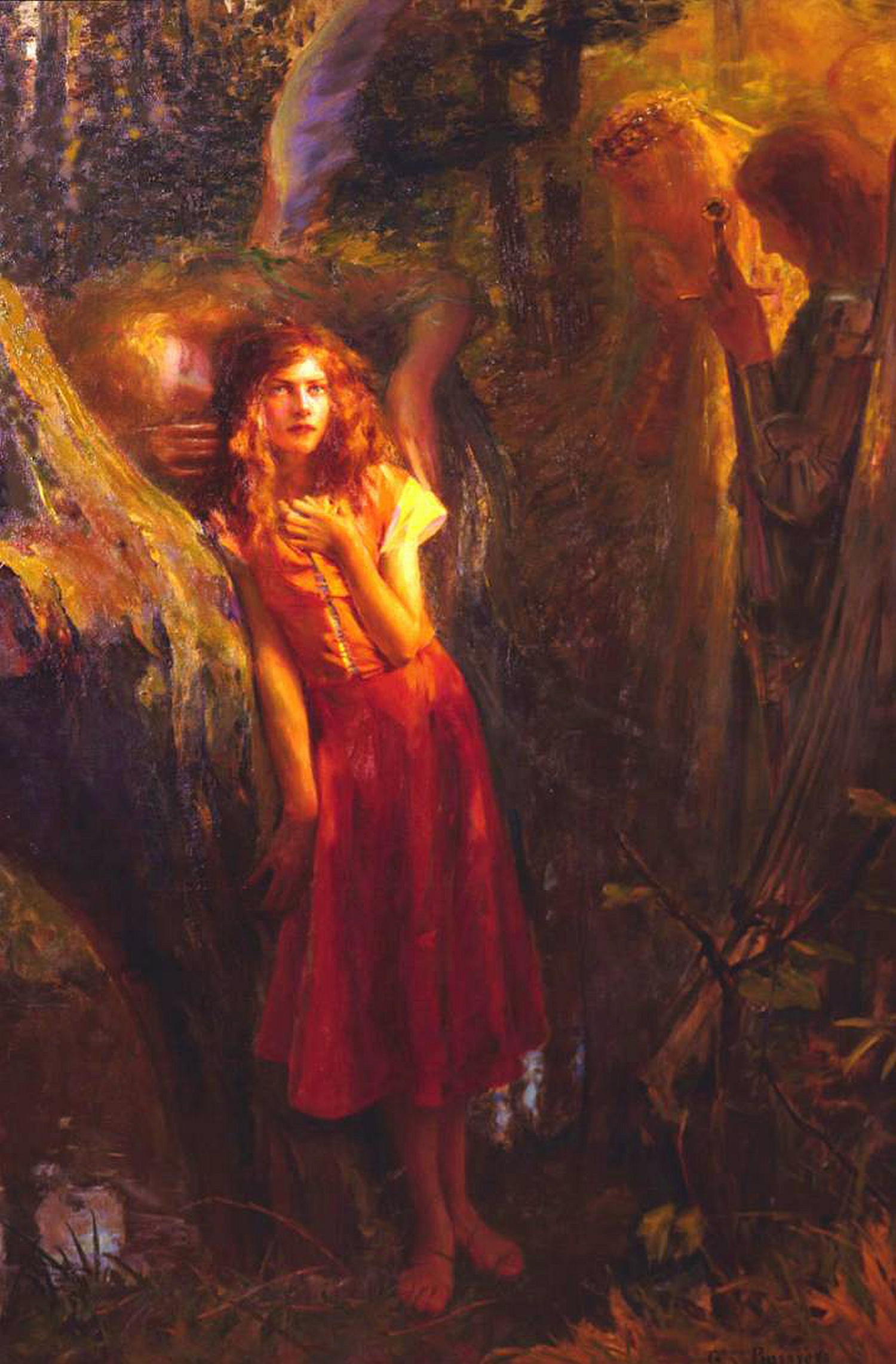
Жанна слышит голоса святых. Гастон Бюссьер, 1908 год

На втором заседании 22 февраля Жанна ответила на 12 вопросов, рассказав о детстве, о том, как впервые услышала «голос от Бога» (без уточнений, от кого он исходил), о своей поездке в Вокулёр, встрече с Робером де Бодрикуром и герцогом Лотарингским, поездке и встрече с королём Карлом в Шиноне.
На третьем заседании 24 февраля Жанна ответила на 32 вопроса. Первая их группа касалась тех голосов, которые она слышала в тот день и накануне, которые советовали ей отвечать смело. Вторая группа вопросов относилась к её юности, особенно подробно она рассказала о Дереве фей.
На четвёртом заседании 27 февраля Жанна ответила на 53 вопроса. Началась беседа с голоса, который она слышала в последние дни. Затем Жанна рассказывала о голосах святых, впервые назвав их имена: Святая Екатерина, Святая Маргарита и Святой Михаил. Также она упоминала о том, как клирики в Пуатье уже допрашивали её три недели, ответила на несколько вопросов о мужской одежде, рассказала о своих мечах (включая историю с мечом из церкви Сен-Катрин-де-Фьербуа) и своём штандарте, о походе на Орлеан и своём ранении.
На пятом заседании 1 марта Жанна ответила на 51 вопрос. Её спрашивали о письме графа д’Арманьяка, который интересовался у неё, кто из трёх пап является истинным, и она ответила, что верит в папу, пребывающего в Риме. После Жанна предсказала, что не пройдёт и семи лет, как англичане понесут большую утрату во Франции и потеряют всё. Многие вопросы касались внешнего вида и действий святых Маргариты, Екатерины и Михаила.
На шестом заседании 3 марта Жанна ответила на 56 вопросов. Её спрашивали об ангелах (задав теологический вопрос, верит ли она, что Бог сотворил их в физической форме, на что Жанна ответила утвердительно), о её мужском платье и о том, предлагали ли ей надеть женское; о её вымпелах; о том, заказывались ли службы и мессы в её честь или её образы; о брате Ришаре; о младенце из Ланьи, который был воскрешён по её молитве, но затем сразу умер; о Катерине из Ла-Рошели, также претендовавшей на статус визионерки; и о попытке Жанны сбежать, которую она совершила, спрыгнув с башни Боревуар.
После этого публичные заседания завершились, епископ собрал судей и, изучив материалы дела, решил приступить к дальнейшим допросам.

## Закрытые заседания
Последующие допросы проходили в камере в Руанском замке, их вёл Жан де Ла Фонтэн по поручению епископа Бове, присутствовало ещё несколько человек.
10 марта Жанна ответила на 22 вопроса. Они касались обстоятельств её пленения, её штандарта, коней и денег, которыми она располагала. Также она рассказала о знаке, который ангел дал её королю, раскрыв лишь отдельные детали (этот вопрос ей был задан 1 марта, но в тот день она не ответила).

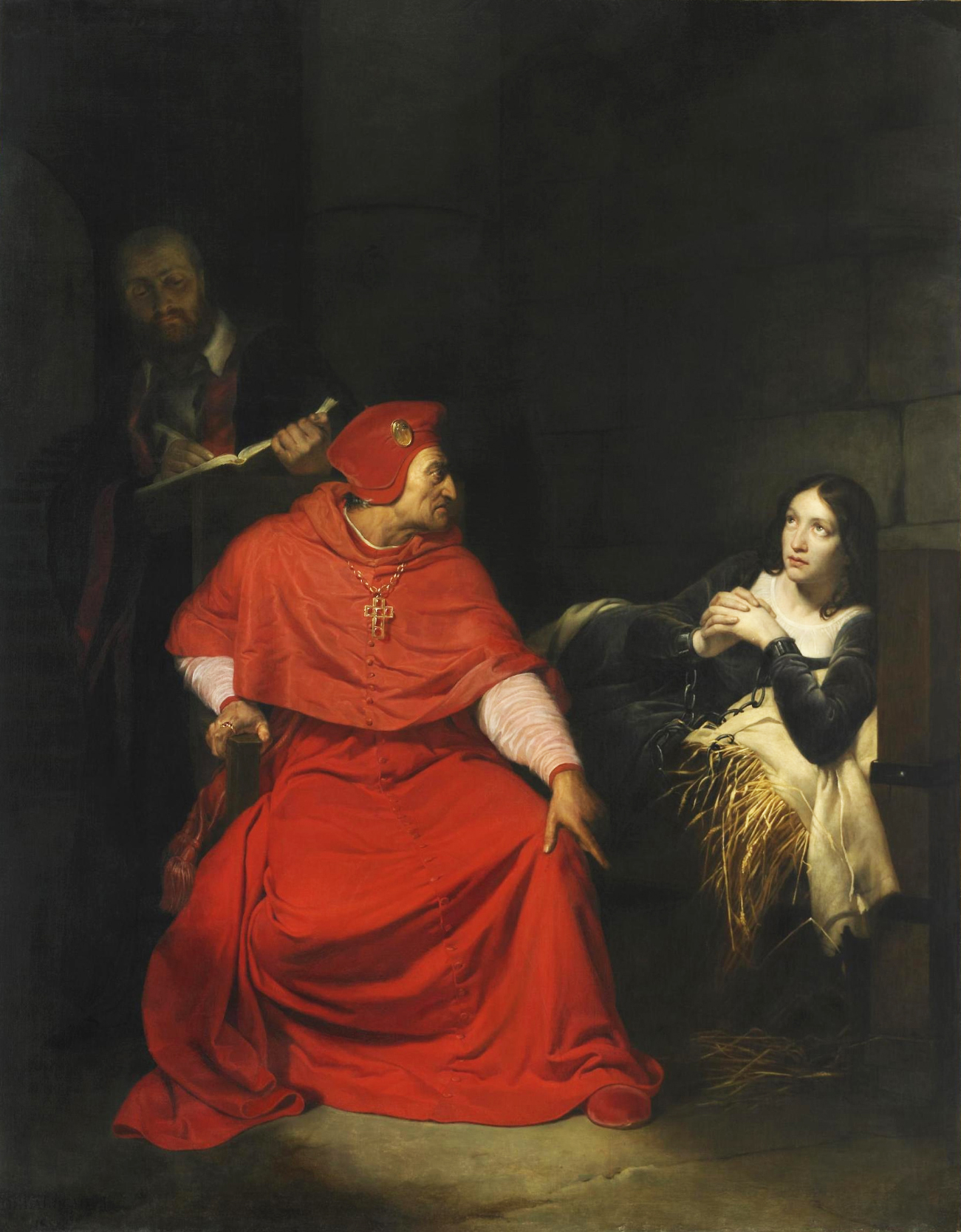
Жанна и кардинал Винчестерский. (Поль Деларош, 1824 год)

12 марта её допрашивали дважды, и она ответила на 24 вопроса. Они касались знака королю, видений святых, она рассказала о своих отце и матери (включая сон отца о возможном уходе Жанны), а также планах освободить герцога Орлеанского.
13 марта она ответила на 31 вопрос. Жанна наконец рассказала, что этим знаком была корона, которую, по её словам, ангел принёс с небес в покои Карла в Шинонском замке, большая часть вопросов того дня касались этого события, а ещё несколько — деталей военных кампаний.
14 марта её допрашивали дважды, она ответила на 18 вопросов. Они касались её прыжка с башни Боревуар, деталей бесед со святыми. Когда Жанна сказала, что святая Екатерина пообещала ей, что она попадёт в рай, Жанне напомнили о том, как был казнён по её повелению Франк д’Аррас, а также о том, что она забрала лошадь у епископа Санлисского, устроила штурм Парижа в день праздника и носит мужскую одежду. Жанна отвергла утверждения в греховности таких поступков, настаивая, что Франк д’Аррас был убийцей и казнён по приговору суда Ланьи, за лошадь епископ получил расписку, а мужское платье она надела по велению Бога.
15 марта Жанна ответила на 27 вопросов. Её спрашивали, считает ли она допустимым сбежать из тюрьмы, и она ответила утвердительно. Также её спросили, готова ли она надеть женское платье, если хочет отслушать мессу, но она заявила, что поклялась королю не снимать платья. Другие вопросы касались того, готова ли она подчиниться воле церкви, а также деталей бесед со святыми и того, как она смогла бы отличить ангела от демона.
17 марта Жанну допрашивали дважды, она ответила на 48 вопросов. Они касались её отношения к Церкви, её одежды, бесед со святыми (которых она обнимала, и те благоухали), её доспехов и штандарта, а также использования имён «Иисус Мария». Кроме того, Жанну спросили, ненавидит ли Бог англичан, на что она ответила, что об этом ничего не знает, но уверена, что Бог пошлёт французам победу.
18 и 22 марта епископ собрал в своём доме заседателей и зачитал им выдержки из допросов. 24 марта регистр с материалами допросов был зачитан по-французски Жанне, и она подтвердила его верность, уточнив лишь две детали. 25 марта епископ спрашивал Жанну, желает ли она надеть женское платье, но она отказалась, прося, чтобы ей дозволили отслушать мессу в мужском платье.

## Ординарный процесс
На заседании 28 марта были зачитаны 70 статей обвинения, составленных Жаном д’Эстиве, каждая статья сопровождалась выдержками из материалов допроса Жанны, позволявшими оценить показания Жанны и её отношение к каждому из пунктов обвинения. Большая часть обвинений базировалась на показаниях самой Жанны, но многие, часто весьма нелепые, исходили из других неуказанных источников. Те фактические обстоятельства, которые Жанной отвергались, в дальнейшем не фигурировали в деле.

 Итак, следует теперь, чтобы вы, названные судьи, объявили и провозгласили её ведьмой или гадалкой, вещуньей, лжепророчицей, вызывательницей и заклинательницей злых духов, суеверной, приверженной и пристрастившейся к магическим искусствам, злоумышленницей и — относительно католической веры — схизматичкой, сомневающейся и заблуждающейся по поводу догмата об Unam Sanctam etc, кощунствующей относительно многих других положений оной веры. Она подозревается в идолопоклонстве, вероотступничестве, сквернословии и зловредном хулении Бога и его святых. Она является смутьянкой, мятежницей, возмущающей и нарушающей мир, подстрекательницей к войнам, злобно алчущей крови людской и понуждающей к её пролитию, полностью и бесстыдно отринувшей приличия и сдержанность своего пола, принявшей без стеснения позорное одеяние и обличье воинское. Посему, и по многим иным причинам, мерзким Богу и людям, она является нарушительницей божественных и естественных законов и церковного благочиния, искусительницей государей и простонародья; она позволяла и допускала, в оскорбление и отвержение Бога, чтобы её почитали и преклонялись ей, давая целовать свои руки и одежды, пользуясь чужой преданностью и людским благочестием; она является еретичкой или, по меньшей мере, сильно подозреваемой в ереси (Из преамбулы к 70 статьям обвинения) 
5 апреля были переданы докторам и знатокам права 12 статей, представлявших собой извлечения из показаний Жанны. В ближайшие недели были получены заключения от ряда докторов теологии и других юристов
18 апреля епископ в сопровождении группы лиц явился в тюрьму к Жанне (больной после отравления рыбой), увещевая её подчиниться Церкви, а в противном случае ей нельзя будет предоставить таинств.

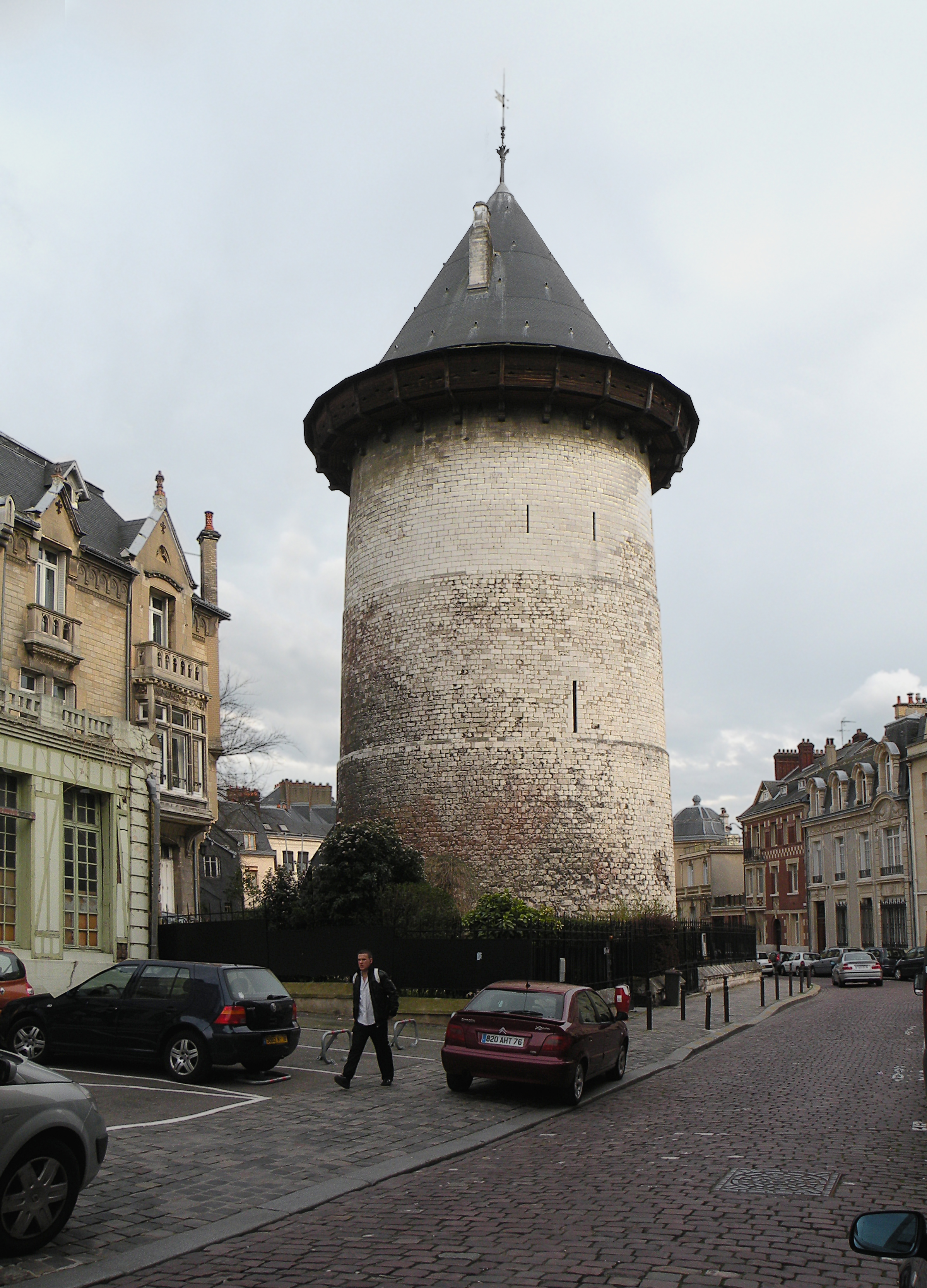
Донжон Руанского замка, где проходило заседание 9 мая

На заседании 2 мая в палате Руанского замка в присутствии всего состава суда архидиакон зачитал Жанне основные обвинения против неё, она заявила, что верит в Воинствующую Церковь, но в трактовке её поступков и речей доверяет только Богу.
На заседании 9 мая в большой башне Руанского замка, где присутствовали несколько судей, Жанну увещевали и заявили, что её могут подвергнуть пытке, на что она заявила, что своих показаний не изменит. 12 мая судьи обсуждали необходимость пытки, трое судей высказались за, 10 — против пытки, и она не была применена.
На заседании 19 мая было оглашено послание Парижского университета, содержащее заключение по делу Жанны, принятое 14 мая, с 12 статьями, утверждёнными Факультетом теологии Парижского университета и содержащими указания на грехи и теологические заблуждения Жанны. После этого были выслушаны заключения по делу докторов и магистров из Руана.

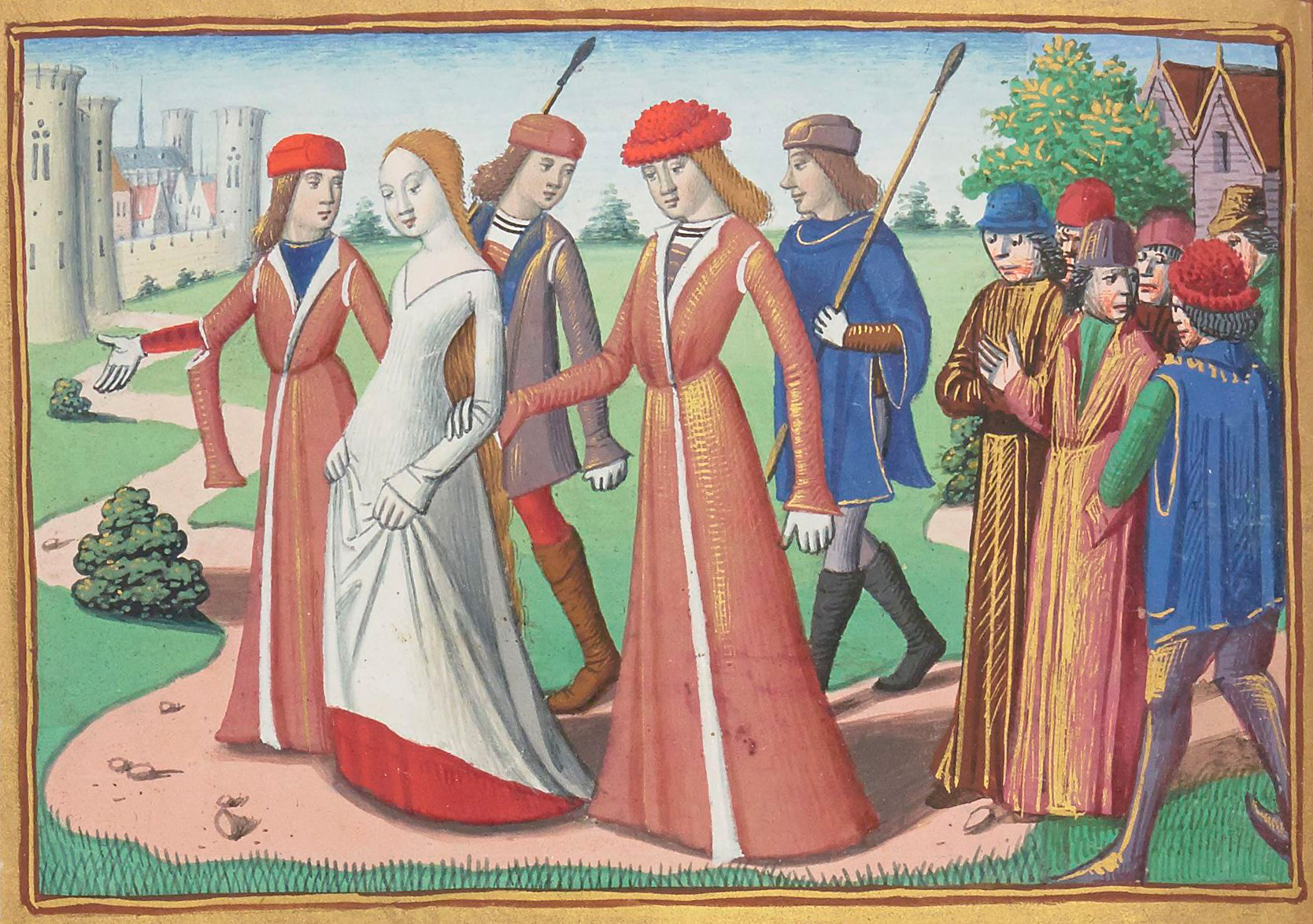
Жанну в женском платье ведут к судьям. Миниатюра из «Вигилий Карла VI»

23 мая Жанне были оглашены 12 пунктов её основных заблуждений. В грамоте указывалось:
1. Слова Жанны о явлениях ей ангелов и святых — либо выдумки, либо исходят от дьявольских духов.
2. Явление ангела, принёсшего корону королю Карлу — вымысел и посягательство на ангельский чин.
3. Жанна легковерна, если считает, что по благому совету можно распознать святых.
4. Жанна суеверна и самонадеянна, считая, что может предсказывать будущее и узнавать людей, которых раньше не видела.
5. Жанна нарушает божественный закон, нося мужскую одежду[33].
6. Она побуждает перебить врагов, причём утверждает, что делает это по воле Божьей.
7. Покинув родной дом, она нарушила завет о почитании родителей.
8. Её попытка бежать, спрыгнув с башни Боревуар, была проявлением отчаяния, ведущим к самоубийству.
9. Ссылка Жанны на заверение святых, что она неминуемо попадёт в рай, если сохранит девственность, безрассудна и противоречит основам веры.
10. Утверждение, что святые говорят по-французски, ибо они не на стороне англичан, кощунственно по отношению к святым и нарушает заповедь любви к ближнему.
11. Она — идолопоклонница, вызывающая демонов.
12. Она не желает положиться на суд Церкви, особенно в вопросах об откровениях.

24 мая на площади на кладбище аббатства Сент-Уэн (возле приготовленного заранее костра) доктор теологии Гийом Эрар произнёс проповедь, после чего, согласно документам процесса, Жанна согласилась подписать отречение и подчиниться всему, что прикажет Церковь, после чего епископ огласил приговор — нести покаяние в вечном заточении «на хлебе страдания и воде скорби», и Жанна переоделась в женское платье.
28 мая судьи явились в место заточения Жанны и зафиксировали, что она вновь надела мужскую одежду, причём заявила, что сделала это по собственному желанию. После этого Жанна заявила, что все её слова 24 мая были вызваны лишь страхом перед огнём, и она плохо осознавала, в чем смысл её отречений.
На заседании суда 29 мая судьи подтвердили факт рецидива ереси и постановили передать Жанну светскому правосудию. 30 мая окончательный приговор об отлучении от Церкви как вероотступницы и еретички и предании светскому правосудию был оглашён на площади Старого Рынка в Руане. В тот же день последовала казнь.

## После приговора

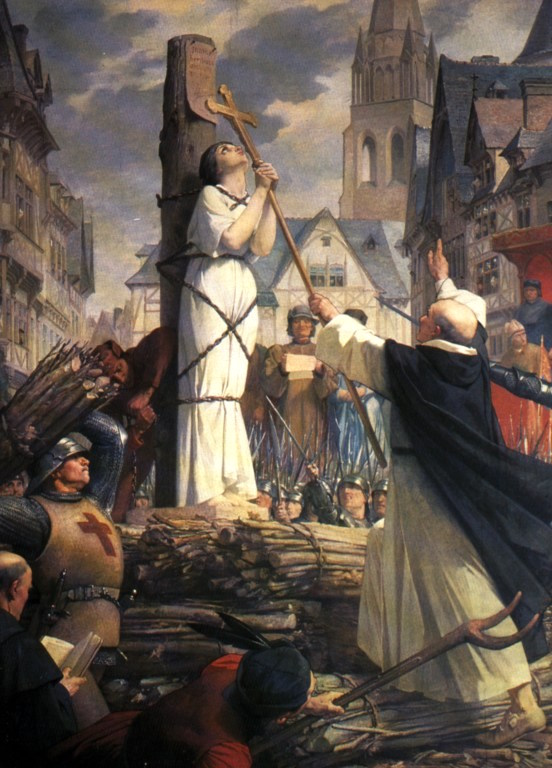
Казнь Жанны. Картина П.Ленепве, 1889

7 июня судьи собрали и письменно зафиксировали некоторые сведения о последних словах Жанны, сказанных ею перед смертью. По словам нескольких лиц, Жанна заявляла, что голоса обманули её, обещав, что она будет освобождена из тюрьмы, чего не случилось; что не было никакого ангела, принёсшего корону от Бога Карлу, а тем ангелом была она сама, давшая ему обещание коронования, а другие ангелы являлись в виде «неких весьма мелких частиц». Кроме того, перед казнью она просила прощения у англичан и бургундцев, которых она приказывала убивать и преследовать.

## Проблема первоисточников
Первоначальная запись велась во время слушаний одновременно обоими нотариусами — Буагильомом и Маншоном, в помощь им был придан также Николя Такель на старофранцузском языке (иного Жанна не знала). Позднее все три результата сравнивались между собой и составлялся единый «французский протокол» (т. н. minutes françaises), сохранившийся до нашего времени. Одна из копий этого протокола хранится во Французской Национальной Библиотеке (манускрипт д’Юрфе, ms. lat. 8828), другая — в Библиотеке Орлеана (Орлеанский манускрипт ms 518) (Normandie, p. 311)
Его латинский перевод был осуществлён уже после смерти Жанны нотариусом Маншоном и Тома де Курселем. Этот первоначальный перевод не сохранился, однако, существуют пять его копий, две — поздние по времени и три восходящие непосредственно к XV веку, так как все они заверены личной печатью епископа Пьера Кошона. Эти три копии идентичны, лучшая из них хранится в Библиотеке Национальной Ассамблеи Франции, номер хранения — MS Latin 5965. Две другие — ms. lat. 5965 и 5966 находятся в Национальной Библиотеке Франции (BnF) (Normandie). Существенных отличий и искажений в латинском переводе не отмечают. Интересно, что сам факт исчезновения первоначального латинского текста и наличие печатей Кошона на сохранившихся копиях дал пищу для сторонников «новой теории», объявивших это доказательством двурушничества и подделки документов со стороны судей.
О времени изготовления латинского перевода нет единого мнения, так как трое современников, свидетельствовавших об этом на процессе реабилитации — Гильом Маншон, Симон Шапито, и Николя Такель, выражаются более чем туманно — «много позднее смерти сказанной Жанны». Попытки установить это время по косвенным данным привели к разноголосице среди исследователей — если специалисты начала XIX века (де Вирвилль, Жан Фрекен) относили его ко времени между 30 мая 1431 г. (казнь) и августом 1432, более поздние — Денифль и Шатлен предполагали 1435. Современные исследователи склоняются скорее к первому мнению, так как Кошон перестал был епископом бовесским 29 января 1432 г. (согласно папской булле, датированной этим числом) и официально принял епископство Лисье 8 августа 1432 г. Также Тома де Курсель отправился в Рим не позднее середины октября 1431 г., вернувшись в четырьмя годами позднее, он окончательно порвал с английской партией, переметнувшись на сторону Карла VII — уже поэтому лето 1431 г. представляется наиболее оптимальным решением проблемы датировки.
Первое издание материалов процесса, в основу которого была положена копия MS Latin 5965, было осуществлено Жюлем Кишра в 1841—1849 годах, с тех пор они неоднократно переиздавались и переводились на французский язык.
Переводы материалов процесса:
- The Trial of Jeanne d’Arc translated into English from the original Latin and French documents by W. P. Barrett. Gotham House, Inc. 1932 (То же на другом сайте)
- The Trial of Joan of Arc, translated and introduced by Daniel Hobbins, Harvard University Press, Cambridge, Massachusetts, 2005 (ISBN 0-674-02405-2)
- Процесс Жанны д’Арк: Материалы инквизиционного процесса / Пер., коммент., статья А. Б. Скакальской. - М.; СПб.: Альянс-Архео, 2008. - 496 стр. (ISBN 978-5-98874-014-8) (в комментариях: Скакальская 2007)

Исследования:
- Райцес В. И. Процесс Жанны д’Арк. Л., 1964.